# امه سزر
اِمه فرنان داوید سزر (به فرانسوی: Aimé Fernand David Césaire) (زاده ۲۶ ژوئن ۱۹۱۳ – درگذشته ۱۷ آوریل ۲۰۰۸) شاعر سیاه‌پوست فرانسوی‌زبان و فعال سیاسی فرانسوی بود.
اِمه سزر را از چهره‌های مهم ادبیات فرانسه و از روشنفکران برجسته ضد استعمار فرانسه در کارائیب و آفریقا می‌دانند.

## زندگی
سزر زادهٔ ۱۹۱۳ میلادی و اهل کشور جزیره‌ای مارتینیک در دریای کارائیب در آمریکای مرکزی بود.
وی شاعر، نمایشنامه‌نویس، نویسنده و چهره سیاسی معروفی است که برای استقلال کشورش تلاش فراوانی کرده‌است.
مادر امه سزر خیاط بود و پدرش کارمند اداره مالیات بود. سزر در سال ۱۹۳۲ میلادی در کنار تحصیلات عالی ادبی، نشریه‌ای را به نام «دانشجوی سیاه» منتشر کرد و در آن برای نخستین بار نویسندگان سیاه‌پوست می‌توانستند شیوه‌های نگارش ادبیات سنتی را مورد نقد و بررسی قرار دهند.
امه سزر بعد از تحصیلات ابتدایی در مارتینیک، برای تحصیلات دانشگاهی به فرانسه رفت و هم‌زمان با تحصیلات نگارش اولین اثر شعری خود «دفتر بازگشت به زادبوم» را در سال ۱۹۳۵ آغاز کرد.
در پایان تحصیلاتش به مدت کوتاهی در دانشگاه تدریس کرد. آشنایی او در سال ۱۹۳۹ میلادی با شاعر نامدار سنگالی «لئوپولد سدار سنگور» باعث چاپ کتاب «دفتر بازگشت به زادبوم» بود که در آن برای نخستین بار واژه معروف وی «سیاه‌وارگی» به چشم می‌خورد. وی برای نخستین بار در همین سال از مفهوم «نگریتود» یا سیاهوارگی با غرور دفاع کرد.
سزر در مجموع چهارده اثر در زمینه شعر، جستار و نمایشنامه منتشر کرده‌است و در ده‌ها سمینار و همایش بین‌المللی سخنرانی کرده‌است.
تأسیس «بنیاد دانشجویان سیاهپوست» در پاریس، شهردار بودن در فور-دو-فرانس(fort de France) به مدت ۵۰ سال، و نوشتن ۸ کتاب شعر و ۴ نمایشنامه از جمله «فصلی در کنگو» و «یک توفان» از دیگر فعالیت‌ها و کارهای اوست.

## جنگ جهانی دوم

جلد کتابی از امه سزرو حاوی دو اثر Cadastre (۱۹۶۱) و Moi, laminaire (۱۹۸۲)

سال‌های جنگ جهانی دوم سال‌های فعالیت‌های روشنفکرانه سزر بود. در سال ۱۹۴۱ امه سزر و سوزان روسی مجله ادبی تراپیک را با کمک دیگر مارتینیکی‌های روشنفکر مانند رنه منیل و آریستید موگه منتشر کرد تا وضعیت فرهنگی و از خود بیگانگی در مارتینیکی‌ها را به چالش بکشد. سانسورهایی که وجود داشت مانع از آن نشد که سزر سخنگو و مدافع هویت مارتینیکی‌ها باشد. او همچنین به آندره برتون شاعر سورئالیست فرانسوی که در زمان جنگ مدتی را در مارتینیک گذراند نزدیک شد. (هردو آن‌ها در سال ۱۹۴۰ با هم ملاقات کردند و برتون قهرمان کارهای سزر شد). این آشنایی باعث شد که امه سه زر به این جریان هنری - ادبی بپیوندد. اما همانگونه که منوچهر هزارخانی در مقاله‌ای نوشته، امه سزر از همان آغاز معتقد بود که نویسندگان سیاه‌پوست در آفرینش ادبی خود «نباید از هیچ‌کس» درس بگیرند.
در سال ۱۹۴۷کتاب شعر دفتر بازگشت به زادگاه که ابتدا در سال ۱۹۳۹ پس از رد توسط یک ناشر فرانسوی، منتشر شده بود بار دیگر منتشر شد. این کتاب آمیخته‌ای از شعر و نثر برای بیان افکارش در مورد هویت فرهنگی سیاهان آفریقایی در یک محیط استعماری بود. برتون مقدمه‌ای تحسین‌آمیز برای این مجلد که در سال ۱۹۴۷ چاپ شد نوشت و گفت «این شعر چیزی کمتر از بزرگترین بنای تغزلی در زمان ما نیست».

## زندگی سیاسی
در سال ۱۹۴۵، با حمایت از حزب کمونیست فرانسه (PCF)، سزر به عنوان شهردار فورت-دو-فرانس و نماینده مجلس ملی فرانسه برای مارتینیک انتخاب شد. او یکی از نگارندگان اصلی قانون ۱۹۴۶ برای تقسیم‌بندی مستعمرات سابق بود، نقشی که سیاستمداران استقلال گرا به خاطر آن اغلب به او انتقاد می‌کردند. مانند بسیاری از روشنفکران چپ در فرانسه، سزر در دهه‌های ۳۰ و ۴۰ به اتحاد جماهیر شوروی به عنوان منبعی برای رشد انسانی، فضیلت و حقوق بشر نگاه می‌کرد ولی او بعداً از کمونیسم سرخورده شد. در سال ۱۹۵۶، پس از سرکوب انقلاب مجارستان توسط اتحاد جماهیر شوروی، امه سزر با نامه‌ای به موریس تورز از حزب کمونیست فرانسه استعفا داد. او در سال ۱۹۵۸ حزب پیشرو مارتینیک را تأسیس کرد. نوشته‌های او طی این مدت بازتاب اشتیاق او برای مشارکت مدنی و اجتماعی اش بود. در سال ۱۹۵۵، او گفتاری را در ارتباط با استعمار، نژادپرستی استعماری، انحطاط، ریاکاری نوشت که در سال ۱۹۵۵ در روزنامه بررسی فرانسه تحت عنوان حضور آفریقایی منتشر شد. در سال ۱۹۶۰، بر اساس زندگی انقلابی هائیتی او توسن لورتور را به چاپ رساند. در سال ۱۹۶۹ اولین جلد از کتاب توفان مشابه نمایشنامه توفان ویلیام شکسپیر را برای مخاطبان سفید و سیاه نوشت.
او از سال ۱۹۸۳ تا ۸۸ رئیس شورای منطقه‌ای مارتینیک بود. او در سال ۲۰۰۱ از کار سیاسی کناره‌گیری کرد.
در سال ۲۰۰۶، او حاضر به دیدار با نیکولا سارکوزی رهبر اتحاد برای جنبش مردمی (UMP)، نشد زیرا اتحاد برای جنبش مردمی به قانون استعمار فرانسه رای داده بود و حضور فرانسه در کشورهای خارجی به ویژه در آفریقای شمالی را مثبت ارزیابی می‌کرد. ژاک شیراک نهایتاً این قانون بحث‌برانگیز را لغو کرد.

## درگذشت و یادواره
در آوریل سال ۲۰۰۸ سزر با مشکلات جدی قلب روبرو شد و به بیمارستان پیر زوبدا کیتمن در فورت دو فرانس رفت. او در آوریل سال ۲۰۰۸ در سن ۹۵ سالگی درگذشت.
سزر در استادیوم دیون فورت دو فرانس در بیستم آوریل سال ۲۰۰۸ تشییع شد و در گورستان لَژوایو به خاک سپرده شد. نیکلا سارکوزی رئیس‌جمهور وقت فرانسه در این مراسم حضور داشت ولی سخنرانی نکرد. پیر الیکر ۱۰۱ ساله، دوست و همفکر قدیمی سزر که سال‌ها به عنوان نماینده شهرداری تحت مسئولیت وی کار کرده بود تنها سخنران این مراسم بود و خطابه مراسم تشییع جنازه را خواند. همچنین مراسم گرامیداشت امه سزر از سوی نخست‌وزیری فرانسه در مقابل دانشگاه سوربن برگزار گردید که یک هیئت از مقاومت ایران نیز در آن شرکت داشت.
در پانزدهم ژانویه سال۲۰۰۷ به افتخار او فرودگاه لومانتن مارتینیک به نام فرودگاه بین‌المللی امه سزر نامگذاری شد. در ششم آوریل سال ۲۰۱۱ نیز پلاکی با نام امه سزر در پانتئون پاریس نصب شد.

## آثار
لیست زیر آثار امه سزر همراه با سال انتشار را نشان می‌دهد.
اشعار امه سزر
- سال ۱۹۳۹: دفتر بازگشت به زادبوم
- سال ۱۹۴۶: سلاح جادویی
- سال ۱۹۴۸: آسمان شکافته شده
- سال ۱۹۶۰: اتصالات
- سال ۱۹۶۱: کاداستر
- سال ۱۹۸۲: من، نازک‌تر از گل
- سال ۱۹۹۴: به عنوان یک سوء تفاهم سلام

تئاتر
- سال ۱۹۵۸: و سگ‌ها ساکت می‌شوند
- سال ۱۹۶۳: تراژدی شاه کریستف
- سال ۱۹۶۹: توفان، برگرفته از توفان ویلیام شکسپیر
- سال ۱۹۶۶: فصلی در کنگو (این تئاتر در مورد پاتریس لومومبا است)

سایر آثار سزر
- شعر و آگاهی
- سخنی در مورد استعمار
- نامه‌ای به موریس تورز
- اورتور توسن: انقلاب فرانسه و مشکلات استعمار

ترجمه آثار به فارسی
بخشی از آثار امه سزر منجمله مقاله‌ها و نمایشنامه‌ها از جمله: گفتاری در باب استعمار، نژادپرستی و فرهنگ، فصلی در کنگو و نمایشنامه فاجعه کریستوف شاه در دهه چهل خورشیدی، توسط منوچهر هزارخانی به زبان فارسی ترجمه شده‌است. مجموعه شعر «دفتر بازگشت به زادبوم» امه سزر را نیز محمود کیانوش به فارسی برگردانده است.